# Jean-Claude Blanc
Jean-Claude Blanc (Chambéry, 9 aprile 1963) è un imprenditore e dirigente sportivo francese.

## Biografia
Laureato in International Business all'università di Nizza e specializzato in Business Administration all'università di Harvard, dal 1987 al 1992 è stato direttore marketing nel comitato organizzatore dei XVI Giochi olimpici invernali svoltisi ad Albertville. Successivamente è entrato, con la carica di direttore generale, nell'Amaury Sport Organisation, società che organizza eventi sportivi come il Tour de France, il Rally Dakar e il Roland Garros.
Dal 29 giugno 2006 al 5 ottobre 2009 ha ricoperto il ruolo di direttore generale ed amministratore delegato della squadra di calcio italiana della Juventus. Il 6 ottobre 2009 è stato eletto nuovo presidente del club al posto di Giovanni Cobolli Gigli; a fine stagione ha lasciato il posto di presidente ad Andrea Agnelli, ma è tornato alle sue mansioni di direttore generale e amministratore delegato. L'11 maggio 2011 ha rassegnato le proprie dimissioni dal club bianconero.
Dal 7 ottobre 2011 è il direttore generale della squadra di calcio francese del Paris Saint-Germain. Il 26 dicembre 2022 annuncia la fine del rapporto con la società transalpina a partire dal 2023, lasciandola dopo dodoci stagioni.
Il giorno seguente il suo addio al PSG, viene ufficializzato come nuovo amministratore delegato del gruppo INEOS Sport, facente capo all'azienda chimica britannica Ineos, col ruolo di supervisore delle diverse società sponsorizzate dal gruppo, tra cui le squadre calcistiche del Nizza e del Losanna, il team Mercedes in Formula 1, la squadra ciclistica della Ineos Grenadiers e la nazionale di rugby a 15 della Nuova Zelanda.
Il 30 aprile 2024 viene nominato amministratore delegato della squadra di calcio inglese del Manchester Utd, in sostituzione di Patrick Stewart, assumendo l'incarico fino al 13 luglio seguente.